# Dana-Air-Flug 992
Dana-Air-Flug 992 war ein Inlandsflug der nigerianischen Fluggesellschaft Dana Air von Abuja nach Lagos. Am 3. Juni 2012 stürzte die McDonnell Douglas MD-83 auf einen dicht besiedelten Stadtteil von Lagos. Bei dem Unfall kamen alle 153 Insassen, 147 Passagiere und sechs Besatzungsmitglieder, sowie zusätzlich sechs Personen am Boden ums Leben. Es ist der zweitschwerste Flugunfall in Nigeria nach dem Flugunfall bei Kano 1973.
Der Unfall war der fünfte größere Unfall innerhalb eines Jahrzehnts in Nigeria und führte dadurch zu Veränderungen im nigerianischen Flugverkehrssektor.

## Flugzeug
Bei dem Flugzeug handelte es sich um eine McDonnell Douglas MD-83 der nigerianischen Fluggesellschaft Dana Air, die das Luftfahrzeugkennzeichen 5N-RAM trug. Die Maschine war Baujahr 1990 und hatte seitdem 60.000 Flugstunden bei mehr als 35.000 Flugzyklen absolviert. Wenige Tage vorher war ein planmäßiger A-Check durchgeführt worden.

## Unfallverlauf
Das Flugzeug befand sich auf einem Inlandsflug von Abuja nach Lagos in Nigeria. Spätestens 16 Minuten nach dem Start gab es schwerwiegende Triebwerksprobleme. Trotzdem kehrten die Piloten weder zum Abflughafen Abuja zurück noch führten sie eine Notlandung auf einem der am Weg liegenden Flughäfen Akure, Ilorin oder Ibadan durch. Auch wurde weder die Notfallcheckliste abgearbeitet noch zunächst die Flugsicherung informiert. Schließlich reagierten beide Triebwerke nicht mehr auf Schubhebeleingaben. Die Piloten erklärten um nun 15:43 Uhr Ortszeit ungefähr 11 NM (20 km) nördlich des Flughafens den Notfall. Gemeldet wurde ein Schubverlust mit folgendem Ausfall beider Triebwerke. Der Absturzort liegt an Position 6° 40′ N, 3° 19′ O, Popoola Street im Stadtteil  Iju-Ishaga von Lagos. Die Nachrichtenagentur Xinhua berichtete, dass sich unter den Einwohnern mindestens 40 weitere Todesopfer befinden sollen.

## Opfer
Unter den Opfern waren der Leiter der nigerianischen gemeinnützigen Organisation National Taxidermists Association (NTA), Levi Ajuonuma, der Direktor der Mainstreet Bank Shehu Saad Usman, Aikhomu Ehime, Sohn des ehemaligen Generals und Vize-Präsidenten Augustus Aikhomu, die Schauspielerin Hope Okeke, Amina Bugaje, Vorsitzender von L & M Companies und Sohn des ehemaligen Ministers Usman Bugaje, und der Staatssekretär des Ministeriums der Industrie, Alhaji Ibrahim Damcida. Außerdem meldete die Deutsche Gesellschaft für Internationale Zusammenarbeit in Eschborn, dass zwei ihrer Mitarbeiter in der Unfallmaschine saßen.